# Fetești (Edineț)
Fetești è un comune della Moldavia situato nel distretto di Edineț di 3.003 abitanti al censimento del 2004